# ヨーロッパのトラム
ヨーロッパでは各国でトラム（路面電車）が運行され、稠密な路線網を持つ国・都市も多い。その一部はライトレールとして規格の改良が施されており、ドイツではシュタットバーン、ベルギーではプレメトロとも呼ばれる。
西ヨーロッパ諸国では、ドイツ、オーストリア等で、都市交通として活用され続けた都市が多い。イギリス、フランス等では、地下鉄やバスさらに自家用車の普及に伴い、路面電車は第2次世界大戦後、削減・廃止がなされてきたが、近年、地球環境、都市環境などの観点からの再評価の動きに伴い、路線の復活・新設が行われている。
東ヨーロッパの旧共産圏諸国では、稠密な路面電車網を有する都市が多い。1960年代までは貨物輸送にも用いられていたが、その後、貨物輸送はほとんど消滅した。路面電車がトロリーバスによって代替された都市も見られる。

## オーストリア

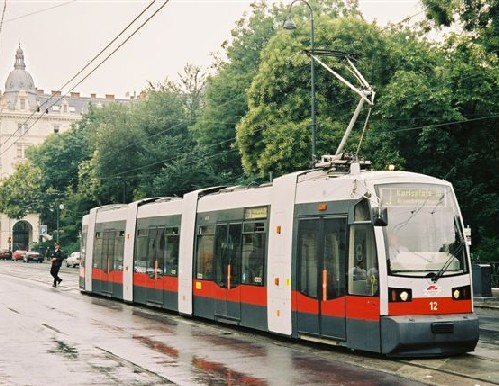
ウィーンの新型超低床式電車(ULF)

- ウィーン：1865年に馬車軌道が開業、1897年に電化。現在、173.4キロの路線網を有し、世界最大の路面電車網を有する都市の1つである。新型の超低床式電車（Ultra Low Floor tram, ULF）も導入されている。
- グラーツ：1878年に馬車軌道が開業、1899年に電化。
- リンツ：1880年に馬車軌道が開業、1897年に電化。
- インスブルック：かつては他都市の中古車両を流用していたが、近年、ボンバルディア社による低床式の新車を導入。
- グムンデン：全長2.3キロで、世界で最も短い路面電車の1つ。また世界で珍しい10％もの急勾配を有するため、観光名所となっている。

## ベルギー

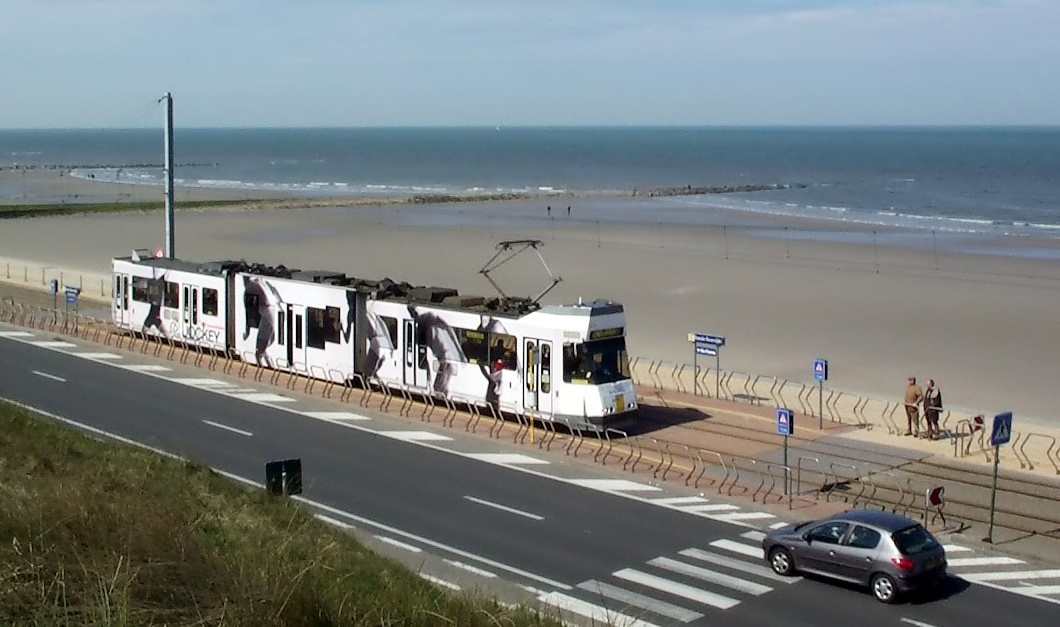
ベルギー沿岸軌道。ベルギーのオーステンデ近郊にて

かつては、狭軌の地方軽鉄道網が発達しており、その延長キロ数は幹線鉄道を上回っていた（en: Vicinal tramway）。現在、その中で残存しているのが、世界最長の路面電車とされる（フランス国境からオランダ国境までほとんど到達する路線を有する）ベルギー沿岸軌道（Kusttram）と、シャルルロワのプレメトロの一部である。またアントワープ、ガン、ブリュッセルに路面電車網があり、延長が進んでいる。さらに、実験的にタイヤ式のトラムであるヴィシナル・トラムウェイが運行されている。

## ボスニア・ヘルツェゴビナ
サラエヴォはオーストリア・ハンガリー帝国への編入直後、定期運行を行う路面電車がヨーロッパで初めて運行を開始した都市で、それ以後、路面電車が重要な役割を果たしてきた。1990年代半ばのユーゴスラビア紛争では被害を受け、現在では復旧しているものの、車体にはその傷跡が残る。近年では新型車両の導入も行われている。

## ブルガリア
1898年、ソフィアで初の路面電車が運行された。現在は、17路線308キロに及ぶ長大な路線網を有している。

## クロアチア

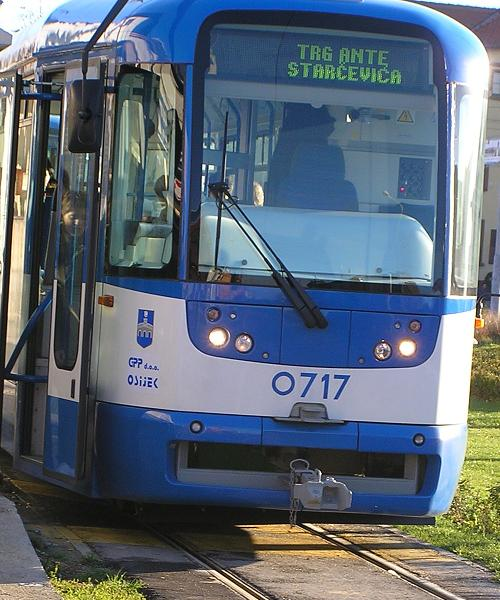
オシエクを走る近代化されたトラム Tatra T3

- ザグレブ：1891年より路面電車が開業し、現在、昼間に運行される15路線と、夜間に運行される4路線がある。路線網は116キロで、数分間隔で運行されており、新型の低床車両も大量に導入されている。
- オシエク：1884年に路面電車が開業。2路線が現存し、さらに2路線の追加が計画中である。

## チェコ
チェコの都市では路面電車が多く存在している。

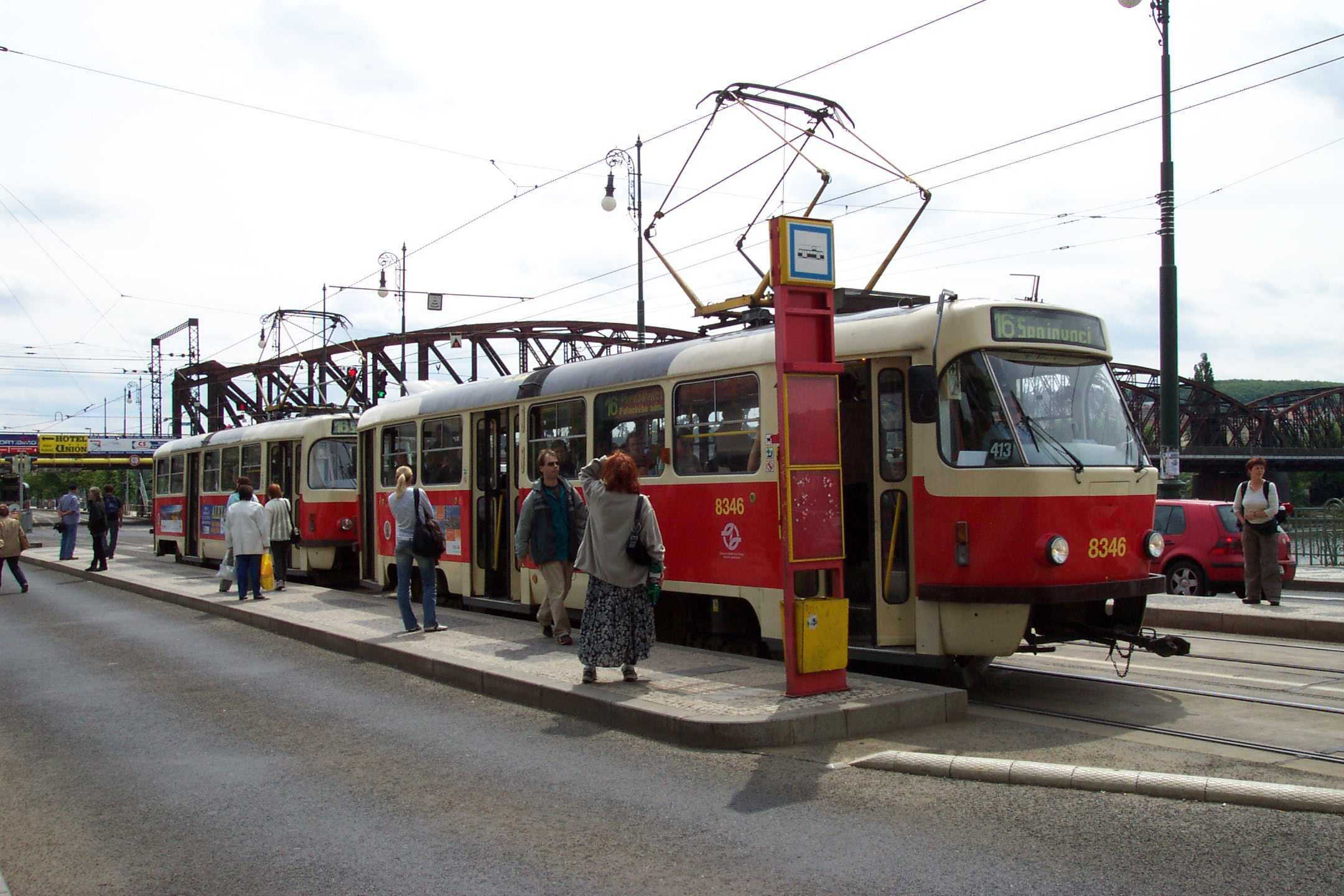
プラハの路面電車

- プラハ：同国で最大、141キロの路線延長、35路線（うち9路線は夜間運転）が存在する。
- ブルノ
- オストラバ
- ピルゼン
- オロモウツ
- モスト（リトビーノフへの路線を含む）
- リベレツ（ヤブロネツ・ナド・ニソウへの都市間路線を含む）

この他、9都市で路面電車が運行されていたが、1960年代に主に廃止された。

## デンマーク
- オーフス：オーフス・ライトレール 2017年12月開業
- オーデンセ：オーデンセ・ライトレール 2022年5月28日開業

## エストニア
首都のタリンのみに路面電車が存在している。1888年に馬車軌道により開業し、1925年に電化された。4路線、39キロの路線網を有し、郊外のラスナマエへ至るライトレールの計画もある。

## フィンランド

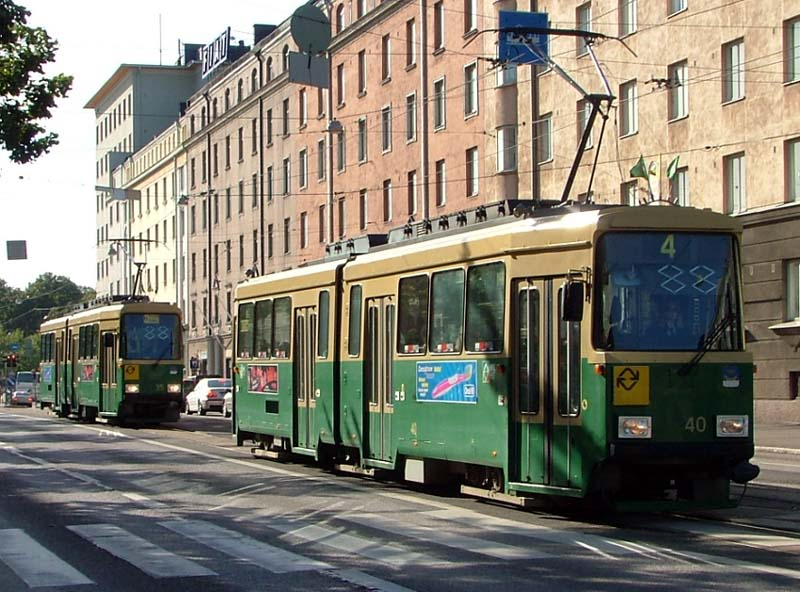
ヘルシンキの1970年代の旧式路面電車

- ヘルシンキ：11路線、71キロの路線網を有する。平日の利用者は1日約20万人で、ヘルシンキの公共交通の中心を担っている。
- タンペレ：2021年8月9日に開業。2路線、16kmの路線である。第2期計画もある。

## フランス
20世紀前半に、一旦ほとんどの路面電車が廃止されたが、近年、多くの都市で復活している。
現在、パリ、リヨン、マルセイユ、リール、サン＝テティエンヌ、ナント、ボルドー、グルノーブル、ルーアン、ストラスブールなど19の都市圏で運行されている。このうち、ナントの路線網が43キロで最長である。
ナンシーなどのゴムタイヤトラム、ボルドーの地表集電方式、ニースのバッテリー走行などの新技術も導入されている。

## ドイツ

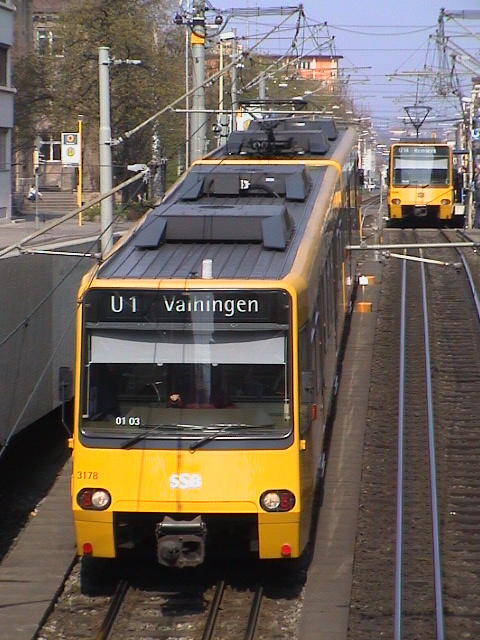
シュトゥットガルトのシュタットバーン、向かって左の列車が地下区間に進入する様子

ドイツ語圏の諸国（ドイツ、スイス、オーストリア）では路面電車が多く存在している。もっとも、例えば1978年に廃止されたハンブルクの路面電車のように、第2次世界大戦後、廃止された都市もある。ドイツ語圏では、「トラム」とともに「シュトラーセンバーン（Straßenbahn）」という呼称がよく用いられる。
ライトレールについては、ドイツ語ではシュタットバーン（Stadtbahn）と呼ばれる。その多くは、1960年代、1970年代に策定された地下鉄（Uバーン）の導入計画をきっかけにしている。1980年代、多くの都市は費用の高額な地下鉄の新設計画を取りやめ、既存の路面電車を少しずつ改良することとした。その結果、郊外部では路面電車とし、都心部ではその路面電車を地下化するという折衷形態が一般的になっている。将来的には完全な地下鉄化を構想している場合もあり、プレメトロ（Premetro）と呼ばれることもある。
さらに、1992年に運行を開始したカールスルーエに代表される、路面電車がドイツ国鉄などの鉄道線に直通を行うトラムトレイン方式も取り入れられ、路線網を広く拡大した。

## ギリシア
アテネ、テッサロニキでは、第2次世界大戦以前まで、路面電車が交通の中心であった。アテネでは1882年、馬車軌道が開業したが、ドイツの占領後、路面電車は削減されていき、トロリーバスに置き換えられた。1960年10月にアテネの路面電車は最後の運行となった。ただしアテネ郊外のペラマでは1977年まで路面電車が運行されていた。
2004年の夏季オリンピックを機に、アテネは新型路面電車を再度導入した。3路線、24キロが開業し、さらに延長計画がある。

## ハンガリー
ブダペスト市電の4-6番系統は世界有数の混雑する路線であり、全長50メートルの車両が、混雑時には60秒から90秒ごとに運行されている。この系統は、1887年に初めて導入された路面電車の路線と重なっている。ブダペストでは最近、コンビーノの低床車両が導入された。ブダペストでは20世紀後半、路線が縮小傾向にあったが、1990年代に入って、路面電車の復権の動きがある。
他都市では、セゲド、デブレツェン、ミシュコルツにも路面電車があるが、ペーチ（1960年）、ニーレジハーザ（1969年）、ソンバトヘイ（1974年）では廃止された。

## アイルランド
2004年、ダブリンではルアス (Luas) と呼ばれる新しいライトレールが導入され、最初の2路線が開業した。都心部では路面を走るが、郊外ではほとんど専用軌道を用いるため、ライトレールとみなされている。路線の拡充計画や、専用地下線を用いるライト・メトロの建設計画もある。
またコーク、ゴールウェイ、リムリックでもライトレールの計画がある。

## イタリア

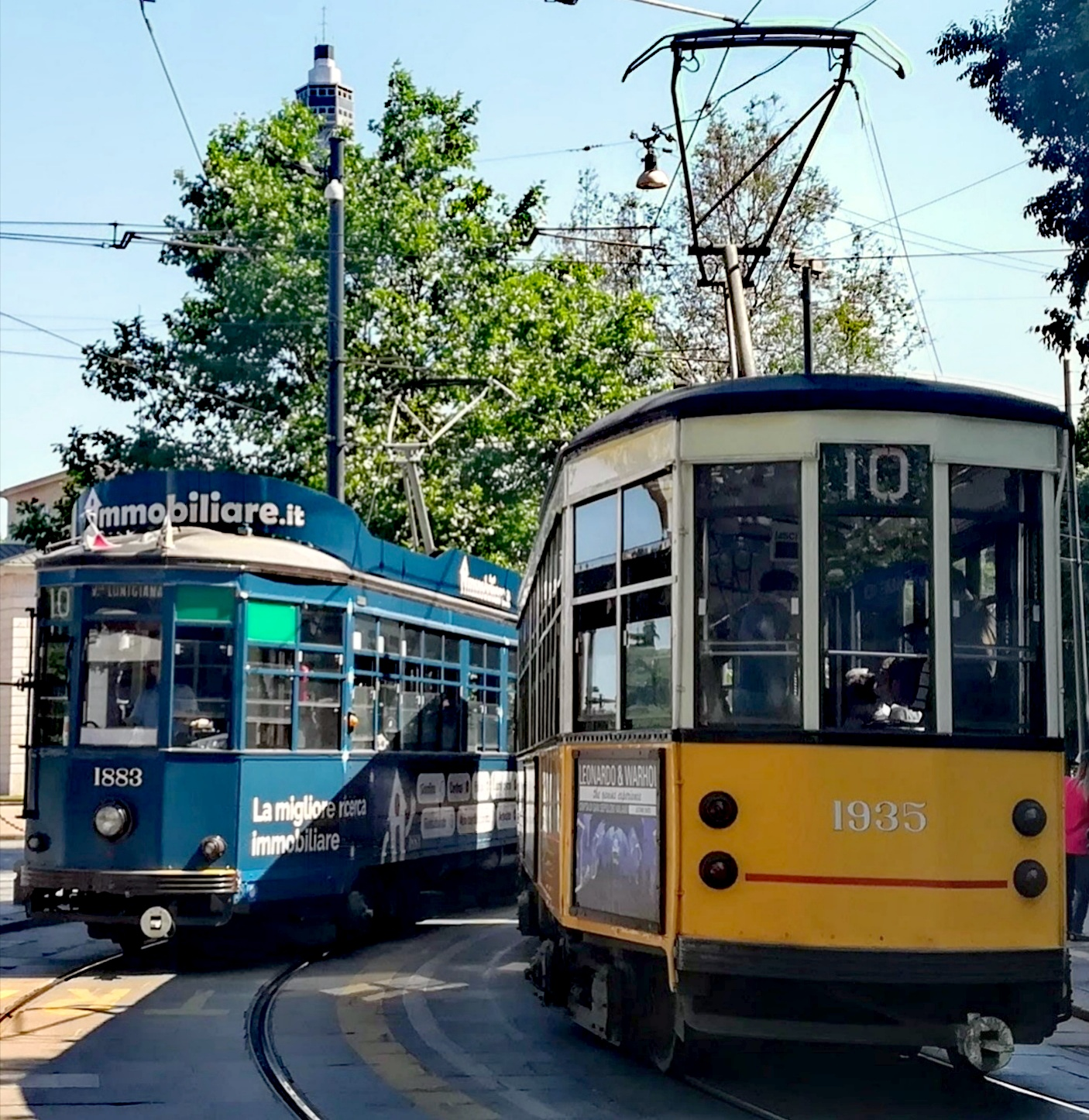
ミラノの旧式路面電車

イタリアでは最初の馬車軌道がトリノで1871年に開業し、最初の路面電車はミラノで1893年に開業した。
- ミラノ：現在115キロ、17系統。
- トリノ：8路線。
- ローマ：6路線。
- ナポリ：4路線。
- ベルガモ：1路線。
- メッシーナ：1路線。
- サッサリ：1路線。
- トリエステ：1路線。
- カリャリ：1路線。
- ジェノヴァ：1路線。
- パドヴァ：1路線。
- フィレンツェ：1路線。

建設中の都市は、
- フィレンツェ：2路線。
- パレルモ：3路線。
- ヴェネツィア：2路線。
- ラクイラ：1路線。

## ラトビア
現在、リガ、リエパーヤ、ダウガフピルスの3都市に路面電車がある。

## オランダ

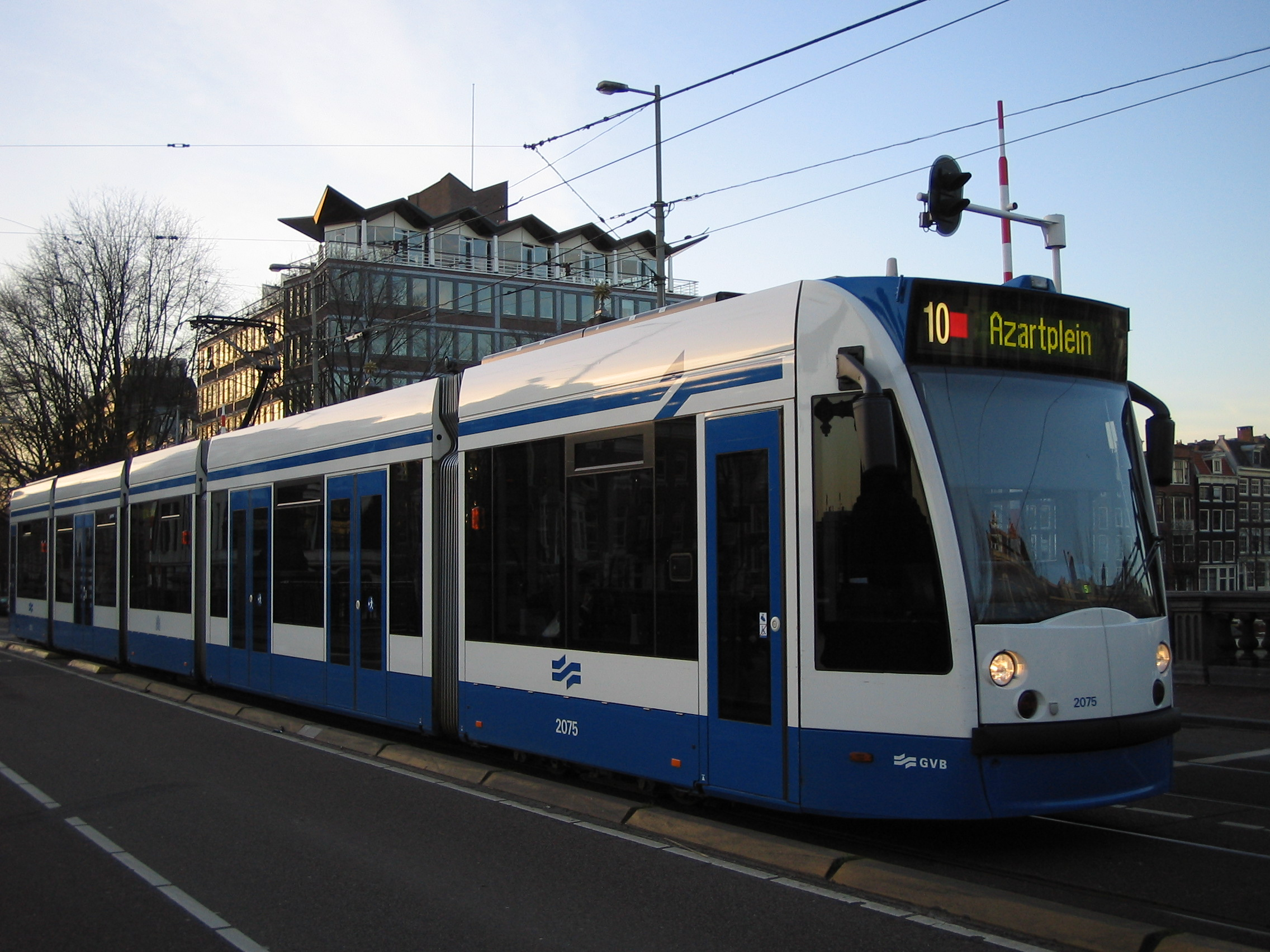
アムステルダムの路面電車

アムステルダム、ロッテルダム、デン・ハーグ、ユトレヒトの4つの都市圏およびハウテンでトラムが運行されている。また、メトロが郊外でトラム路線に乗り入れる快速トラム（アムステルダムのメトロ51系統）や、トラムが郊外鉄道（ライトレール）に乗り入れる路線（ランドスタット鉄道）も存在する。
- アムステルダム都市圏：アムステルダム市営交通会社 (GVB)による85キロ[要出典]の路線。
- ロッテルダム都市圏：ロッテルダム電鉄(RET)による約100キロ[要出典]の路線。
- デン・ハーグ都市圏：ハーグ市営交通会社(HTM)による約92キロ[要出典]の路線。

## ノルウェー
オスロ、トロンハイム、ベルゲンの3都市に路面電車がある。オスロはライトレールと路面電車の折衷方式で6路線を有する。ベルゲンでは1963年に廃止されたが、ベルゲンライトレール(en:Bergen Light Rail)が2010年に新たに開業した。

## ポーランド

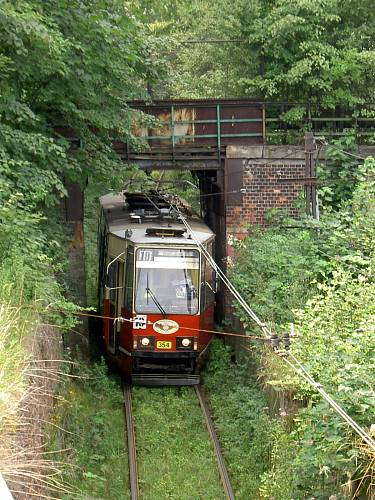
シレジア・インターアーアバン

現在、14の路面電車が存在している。その最大のものは、オーバーシュレジェン工業地域の13都市を結ぶシレジア・インターアーバン（en:Silesian Interurbans）であり、路線延長は317キロで、35路線を有する。またワルシャワの路面電車は280キロ、34路線がある。
さらにワルシャワ、ポズナン、クラクフ等の数都市で、新路線が建設中である。

## ポルトガル
- リスボン
- ポルト：観光用の路線のみが存在。1895年に開業したイベリア半島初の路面電車。
- アルマダ

## セルビア
ベオグラードでは、総延長127キロ、12路線の大規模な路面電車網がある。最初の路線は1892年に開業した。

## スペイン

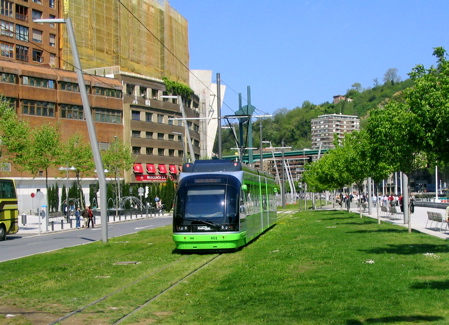
ビルバオの路面電車

近代的な路面電車が以下の都市にある。
- バルセロナ
- バレンシア
- ビルバオ
- アリカンテ
- マドリード
- パーラ

## スウェーデン

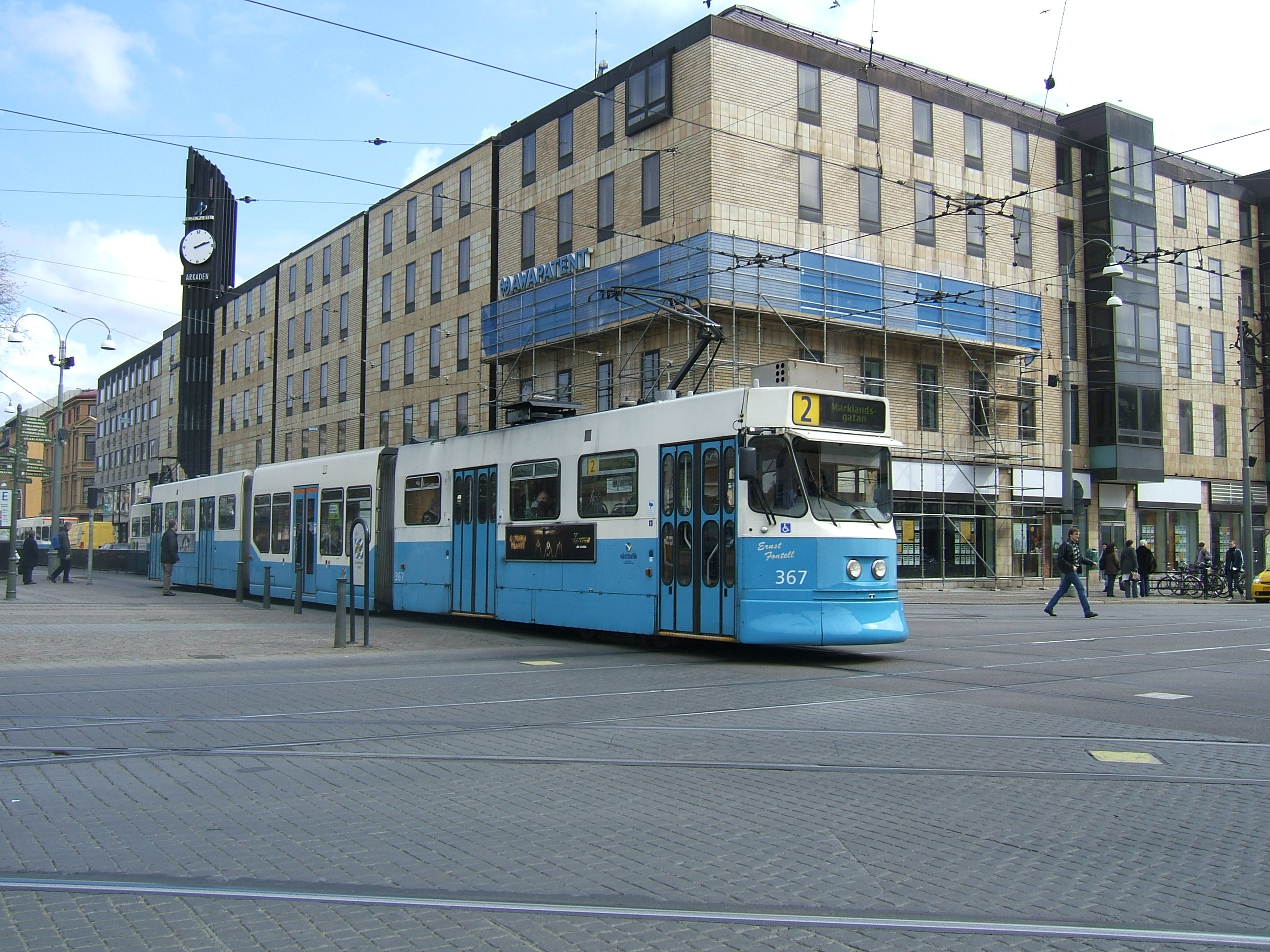
ヨーテボリの路面電車

- ヨーテボリ：路面電車は総延長80キロで、2008年に101百万人の利用者があり、最も大規模な路線網を有する。
- ストックホルム：4路線があり、さらに延長の計画がある。
- ノーショーピング：放射状の2路線があり、延長計画がある。
- ルンド：2020年12月12日に5.5kmの路線が開業。
- マルメ：1987年に単線の保存鉄道として運行されているが、一般の営業運転は1973年に終了している。2008年、マルメ市は2020年までにライトレール1路線以上の営業開始とその後の6路線の開業を決定したが、未だ開業には至っていない。

## イギリス
イギリスでは1950年代に大規模な路面電車の廃止がなされ、1962年にグラスゴーの大規模な路線網が廃止された後は、ブラックプールのみに残存した。しかし近年、以下の都市で新しいライトレールが開業しており、さらにエジンバラなど数都市での新規開業、延長路線の計画がある。
- マンチェスター（マンチェスター・メトロリンク）
- シェフィールド（シェフィールド・スーパートラム）
- ウェスト・ミッドランズ（ウェスト・ミッドランズ・メトロ）
- クロイドン（トラムリンク）
- ノッティンガム（Nottingham Express Transit, NET）

## ロシア・CIS諸国

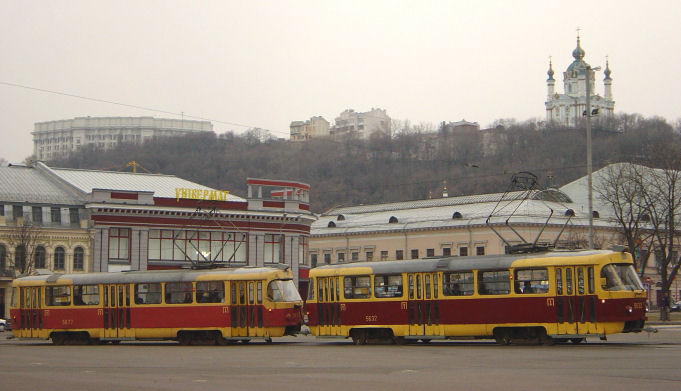
キエフの路面電車

ロシア、ウクライナ、アルメニア、ジョージア、アゼルバイジャンの路面電車は、ソビエト連邦の解体後、困難な状況にあり、全廃された都市も相次いでいる。モスクワ、キエフ、サンクトペテルブルクでも、重要区間を含む大規模な廃線がなされた。1980年代末まで、総延長340キロを有し世界一の路線規模を誇っていたサンクトペテルブルクの路面電車も、近年の路線縮小により、その地位をオーストラリアのメルボルンに譲ることになった。